# Nelson Dunford
Nelson Dunford   (Saint Louis, 12 de desembre de 1906 - Sarasota, 7 de setembre de 1986) va ser un matemàtic estatunidenc.

## Vida i Obra
Dunford va estudiar matemàtiques a la universitat de Chicago en la qual es va graduar el 1932. A continuació va estar a la universitat Brown on va obtenir el doctorat el 1934, amb una tesi dirigida per Jacob Tamarkin. A partir de 1936 va ser professor de la universitat Yale en la qual es va jubilar el 1960.
Dunford és recordat principalment pel seu tractat sobre operadors lineals, en tres volums i més de 2500 pàgines, escrit conjuntament amb el seu alumne Jacob Schwartz i que és conegut en el món matemàtic com el Dunford i Schwartz.